# 伊丽莎白·梅伊
伊丽莎白·埃文斯·梅伊 OC MP（1954年6月9日—），加拿大政治人物、环保人士、作家、社區活躍分子和律师，1989年至2006年间是加拿大塞拉俱樂部的执行董事，2006年至2019年擔任聯邦绿党党魁，並於2011年聯邦大選中取得議席並連任至今。她在2022年11月19日再次當選擔任绿党党魁。
此外，她被視為是全球環保領導者之一。她同時是加拿大史上任期最長的女性黨魁，也是綠黨首名透過大選晉身國會下議院的議員。

## 早年生活
梅伊於康涅狄格州哈特福出生。她的父親是英國人，曾任Aetna保險公司的助理副總裁；母親則是美國人，為一反核活躍分子。
梅伊一家於1972年遷居諾華士高沙省布雷頓角島上一個名為的馬格利海港的小鎮，並購入一艘停在岸上的縱帆船瑪麗安·伊麗莎白號。梅伊一家從1974年起在船上經營餐廳和精品店，直到周圍的土地於2002年被省政府徵收作興建19號省道為止。這盤家庭生意初時虧蝕嚴重，令梅伊和她的弟弟難以負擔大學教育。梅伊曾於1974年在聖方濟各沙勿略大學短暫修讀，但因無力繳交學費而輟學。她在1978年获得加拿大国籍后失去了美国国籍。但在1980年，時任阿肯色州州長比爾·克林頓為她寫推薦信，讓她在沒有學士學位的情況下以成年學生身份往戴爾豪斯大學法學院修讀法律。

## 綠黨黨魁

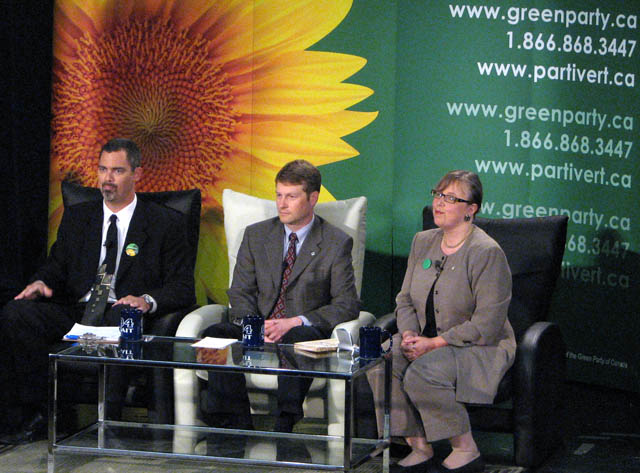
梅伊與其他候選人出席綠黨黨魁選舉辯論（2006年6月21日）

梅伊於2006年5月9日宣佈角逐加拿大綠黨黨魁職位。在同年8月26日舉行的黨魁選舉中，她在首輪投票以65.3%的得票率勝出。她當選黨魁後表示有意在來屆聯邦大選中角逐布雷頓角－坎索選區的國會議席，但在此之前如果另一個選區舉行補選的話也會考慮在該區參選。她也表示綠黨在來屆大選的政綱包括重開北美自由貿易協定的討論，又指她會爭取參與來屆大選的黨魁電視辯論。 

### 倫敦北中心選區補選
安大略省倫敦市北中心選區於2006年11月27日舉行補選。梅伊代表綠黨在該區參選，雖然敗於自由黨候選人格倫·皮爾遜，但仍獲得26%的選票（即9,864票）並壓倒保守黨和新民主黨的候選人，以得票率計為綠黨到當時為止的最佳選舉成績。

### 2008年聯邦大選
梅伊於2007年3月17日宣佈在來屆聯邦大選角逐諾華士高沙省的中諾華選區議席，硬拼在該區尋求連任的保守黨籍國防部長彼得·麦凯。梅伊指在該區參選是為了避免與尋求連任的自由黨或新民主黨候選人對壘，但承認她在這個選區的勝算確實比其他選區為低。有見綠黨不派人在自由黨黨魁迪安尋求連任的聖洛康—卡地亞圍選區參選，迪安於2007年4月12日宣佈該黨也不會派人在中諾華選區與梅伊對壘。
由於綠黨從沒有黨員透過大選晉身國會，負責製作2008年聯邦大選黨魁電視辯論的機構也沒有邀請梅伊出席辯論。梅伊指這是「反民主」的行為，並威脅會控告該機構。保守黨黨魁哈珀、新民主黨黨魁林頓和魁人政團黨魁吉爾斯·都賽佩均反對梅伊出席辯論。保守黨和新民主黨認為綠黨和自由黨有一定程度的合作關係，讓梅伊出席辯論的話等同壯大了自由黨的發言權，而哈珀和林頓更揚言若果梅伊獲邀的話將會杯葛這場辯論。在輿論壓力下，製作機構終於在2008年9月10日邀請梅伊出席辯論。
梅伊和馬逵最終在中諾華選區分別獲得32%和47%的選票，馬逵順利連任。梅伊雖然落選，但其得票率再創綠黨新高。

### 2011年起—下院生涯
在2011年5月2号举行的加拿大41届选举中，伊丽莎白·梅伊在沙尼治—海灣群島選區中击败加拿大保守党对手倫葛禮，成为加拿大绿党历史上第一位因获选而晉身加拿大国会的议員。
她於2013和14年連續獲其他議員兩度選為最勤力的議員。
隨後她於2015和2019年連任，並於2019年為綠黨取得創新多的3席。她之後辭去黨魁，但同時改任首任綠黨下院領袖。
2021年初，梅伊因反对新疆再教育营参加了加拿大国会呼吁抵制2022年北京冬奥会的联署行动。2021年2月投票支持由保守党议员庄文浩发起的认定中国对维吾尔族种族灭绝的议案。

## 外部連結
- 伊丽莎白·梅伊網頁 （英文）
- Member of Parliament Profile－加拿大國會網站 伊丽莎白·梅伊議員頁面 （英文）